# Kölcsey Televízió
A Kölcsey Televízió Szabolcs-Szatmár-Bereg vármegyei regionális televíziós csatorna volt, mely 1999-ben kezdte meg működését. Székhelye Nyíregyházán volt található. A csatorna a digitális átállás részeként a régióban a nyíregyházi Televízió után szintén digitális műsorszórásra váltott, sőt 2013 év végétől már némely műsorát HD minőségben is sugározta 1080i felbontásban.

## Története
A Kölcsey Televízió 1999-ben kezdte meg adását azzal a céllal, hogy olyan megyei lefedettségű csatornát működtessen, amely a térségben élők mindennapjain túl az országos médiumok felé is hiteles forrása legyen a légiónak. A csatornát a megyei közgyűlés alapította. Fontos szempont volt, hogy az adáskörzetben lévő, és azon túli települések lakóinak élete is bemutatásra kerüljön, betekintést nyerjenek a mindennapokba. Mivel a sugárzási terület három vármegyével határos, így nem csak megyei szinten, hanem a környező országok peremén élők is láthatják műsorát.

## Lefedettsége
A csatorna a mátészalkai régióban a digitális átállás napján 2013. október 31-én váltott digitális sugárzásra, majd a nyíregyházi régióban 2013. november 7-én történt meg az analóg adás megszűnése. Ettől kezdve a nézők tűéles, stúdió minőségben élvezhetik az adást. Mátészalka és környékén a H 29-es digitális frekvencián, míg Nyíregyháza és környékén a H 52-es digitális csatornán látható az adás
Az IPTV szolgáltatás bővítésének köszönhetően már a határvidék több településén is látható műsoruk, illetve a csatorna honlapján online adásként is, valamint az UPC analóg hálózatán a 14-es csatornahelyen.

## Tevékenységei
A Kölcsey Televízió elsősorban saját gyártású műsorok készítése, és sugárzása, a nézői igények felmérése, valamint a hiteles tájékoztatás. A naponta húsz perces friss közéleti magazin mellett sporthíradó, valamint a hétköznapokon látható élő, interaktív stúdióműsorok mellett több mint tizenöt saját gyártású műsorral büszkélkedhetnek. A palettát színesítik a színházi közvetítések, koncertfilmek, és a magyar filmművészet alkotásai is. A csatorna referenciafilmeket is készít, illetve az egyik megyei rádió műsorszerkesztésébe is besegít, napi négy órai adást produkálva ezzel.

## Műsorai
- Életvitel - életmód magazin
- Ring - politikai, közéleti műsor
- Víg-kend - szórakoztató, kulturális műsor, programajánlókkal, beszélgetésekkel
- A szeretet ereje - vallási műsor
- Aszcendens - ezoterikus magazinműsor
- Állati - állatbarát műsor
- Ásó, kapa, nagykaland - kertészeti magazinműsor
- Célkeresztben
- Eredményjelző - megyei sportmagazin
- Feketén, fehéren - beszélgetős műsor
- Gréta konyhája - főzőműsor
- Harmónia - életmód magazin
- Határtalanul - külhoni magazinműsor
- Hit-élet - református magazinműsor
- Hit és egészség - vallási egészségturizmus
- Honvéd 7
- Jelenlét - munkaügyi magazinműsor
- Kirepül a kiskanál - fesztiváljáró gasztro kaland műsor
- Klikk - érdekességek a technika világából
- Lólépésben
- Marso kosár Tv
- Megyejáró - a megyét bemutató műsor
- Mese habbal - politikamentes beszélgetős műsor
- Metamorfózis
- Mintagazda
- Monitor - pályázatokról mindenkinek
- Most repül a kiskanál - főzőshow
- Motortér - autós magazin
- Munkakör - szakmai tanácsadó magazin
- Nagykállói krónika - a település történései
- Senora - női magazin
- Sétapálca
- S.O.S. Építkezem - építkezők műsora
- Sulijáró - oktatási magazinműsor
- Trófea - megyei vadászmagazin
- Túrabakancs - avagy ismerjük meg térségünket
- Vállalkozz velünk - a kereskedelmi iparkamara műsora
- Villantó - horgászmagazin
- Vad-háló - horgász, vadász magazin
- Ring extra[6]